# بدر الصفراء
بدر الصفراء، منطقه‌ای نزدیک به منطقه بدر واقع در حجاز است. این منطقه به جهت بازار موسمی اعراب در آن پیش از اسلام و همینطور وقوع یکی از غروات محمد به نام بدر صغری مورد توجه منابع قرار گرفته است.

## موقعیت جغرافیایی
این منطقه در نزدیکی بدر واقع شده‌است. این منطقه دارای سه کوه می‌باشد که به نام شنکوئه و یا جمع آن شنائک شناخته می‌شوند. منصرف دیگر منطقه نزدیک این وادی است که بین مدینه و صفراء واقع شده‌است. در بین منطقه صفراء و بدر، ناحیه‌ای نخلستانی به نام اثیل وجود داشت که متعلق به جعفر بن ابی‌طالب بود.

## موفعیت تاریخی
بر اساس گزارش دایره المعارف بزرگ اسلامی، پس از آنکه سپاهیان ابوسفیان و مکه در نبرد بدر کبری از مسلمانان شکست خوردند،‌ برای انتقام پیامبر را به جنگی دیگر در سال آینده دعوت کردند. محل و قرار این نبرد انتقامی، توسط ابوسفیان منطقه ای به نام بدرالصفراء بود. این محل جایگاهی برای بازارهای موسمی در منطقه بدر بود. مقریزی و مغازی گزارش می‌کند که در موعد مقرر، پس از آنکه محمد به منطقه بدرالصفرا رسید، مشرکین مکه از جنگ امتناع کردند و از راه بازگشتند. برخی منابع این غزوه پیامبر اسلام را غزوه بدر صغری نامیده‌اند. در خصوص تعداد روزهای ماندن سپاه اسلام به انتظار سپاه مشرکین مکه، ابن هشام گزارش می‌کند که هشت روز به طول انجامید. مسلمانان در این مدت، از هر درهم خود با شرکت در بازار موسمی اعراب، یک درهم کسب کردند.

## موقعیت اقتصادی
این منطقه از جهت اقتصادی برای مسلمانان مورد توجه بوده و در بازارچه شکل گرفته در آن که سایر قبایل عرب نیز شرکت داشتند، حضور به هم می‌رساندند و از این طریق سود مالی کسب می‌کردند.